# Bonzi Wells
Gawen DeAngelo Wells, detto Bonzi (Muncie, 28 settembre 1976), è un ex cestista statunitense, professionista nella NBA.

## Carriera

### Università
Wells frequenta la Muncie Central High School, prima di entrare nella Ball State University, sempre nella sua città natale, Muncie. Qui viene nominato "Mid-American Conference freshman of the year" nella stagione 1994/95.. Wells batte il record di Ron Harper con 2.377 punti, grazie ad una schiacciata a una mano contro Northern Illinois il 21 febbraio 1998, che fa "esplodere" l'arena: viene immediatamente chiamato time out e Bonzi Wells viene premiato dal presidente dell'università, John Warthen. Nel 1998, Wells guida inoltre la Mid-American Conference quanto a rubate, con 3,55 di media nelle 29 partite disputate, 73 in totale: guida la conference in rubate per tutti e 4 gli anni di permanenza e termina la sua carriera universitaria con il record di punti (2485) e rubate (347) della Mid-American Conference. Nella sua stagione da senior colleziona 21,4 punti, 3 rubate e 7,3 rimbalzi a partita. Sei anni dopo, viene ritirata la sua maglia numero 42.

### NBA

#### Portland Trail Blazers
Partecipa al Draft NBA 1998, divenendo l'11ª scelta, ad opera dei Detroit Pistons, che in seguito ne cedono i diritti ai Portland Trail Blazers, in cambio di una scelta al primo giro del seguente draft. Nel ruolo di swingman a Portland, migliora sempre più non solo in fase d'attacco, ma anche in quella difensiva, divenendo un arcigno difensore, guadagnandosi anche la reputazione di cattivo per il suo carattere forte ed autoritario, che lo porta anche a diventare co-capitano insieme a Rasheed Wallace. Bonzi viene spesso ricordato per le sue intemperanze, che l'hanno portato a dover pagare varie multe ed a fargli avere problemi con la giustizia, quando, nel 2001, assieme al compagno di squadra Erick Barkley, invitato da un ufficiale di polizia a lasciare il nightclub dove c'era stata una rissa, si rifiuta, offendendo anche il poliziotto: si guadagna così l'accusa di oltraggio a pubblico ufficiale e la seguente convocazione in tribunale. Tutto ciò incita i tifosi avversari a soprannominare i Blazers Portland Jail Blazers. Nel 2003, i Blazers, stanchi dei suoi colpi di testa, lo coinvolgono nello scambio che porta Wesley Person dai Memphis Grizzlies a Portland, trasferendolo a Memphis.

La sua eredità a Portland è anche positiva: stabilisce il record di franchigia quanto a punti segnati in una singola partita di playoff (45 contro i Dallas Mavericks) nel 2003. Grazie soprattutto all'apporto dei due co-capitani, i Blazers riescono a portare la serie contro i Mavs di Nowitzki e Nash fino a gara 7, dopo esser stati in svantaggio 3-0, tuttavia perdendo la serie. 

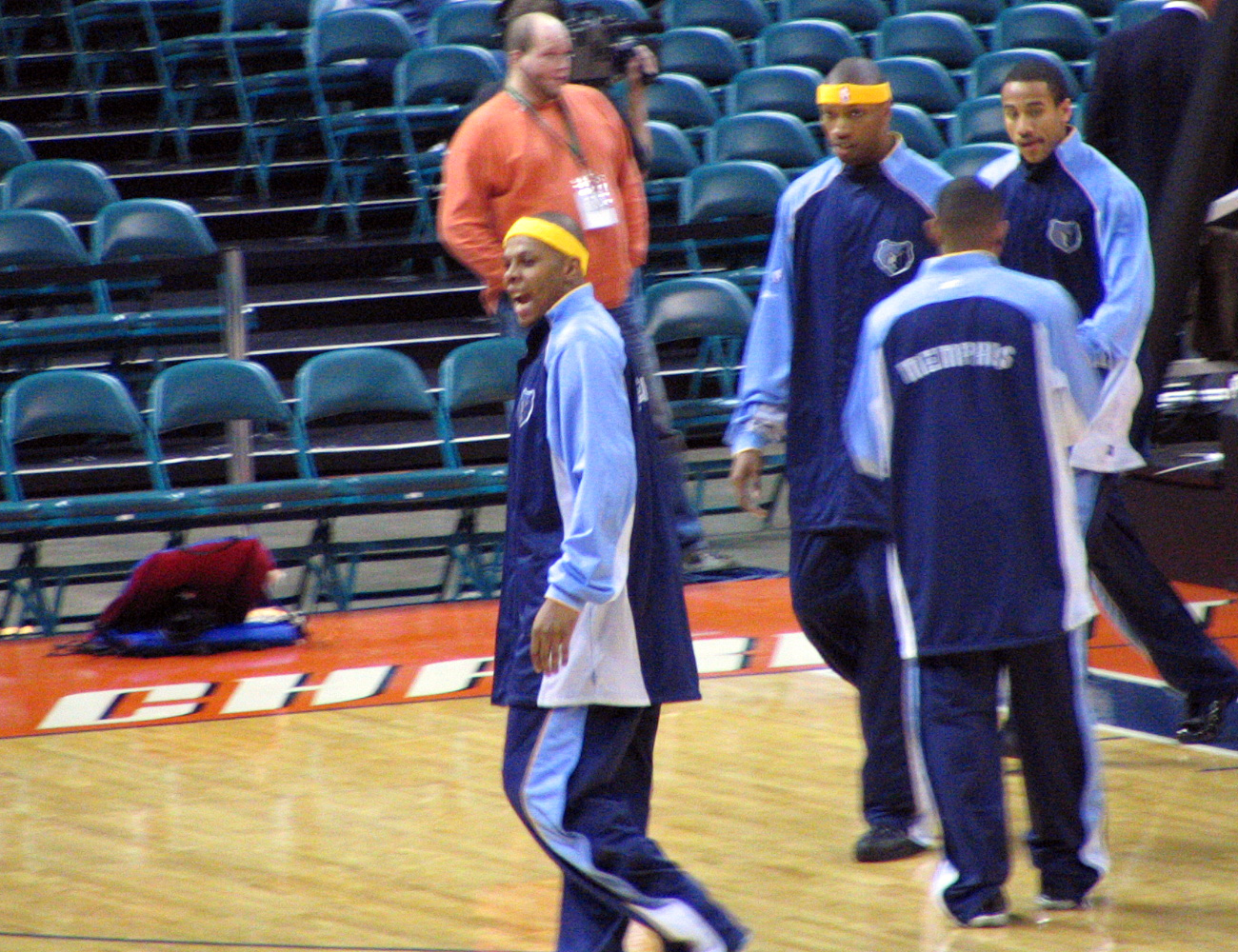
Bonzi Wells durante il pre-partita di una gara del 2005 tra Grizzlies e Bobcats

#### Memphis Grizzlies
A Memphis, i non propriamente ortodossi metodi di gioco di Hubie Brown, con la sua stretta rotazione di 10 uomini, permettono a Bonzi Wells di giocare 25 minuti a partita per i Grizzlies. Questa tattica comunque porta la franchigia del Tennessee per la prima volta nella sua storia ai play-off NBA.

Dopo che Brown era stato improvvisamente licenziato a metà della stagione 2004-05, ad allenare i Grizzlies arriva Mike Fratello. Questo cambio di coach sembrava poter dare a Wells nuove chance di gioco; ciò non avviene, come dimostrato dall'esclusione di Bonzi dalla difficile gara-2 in casa dei Phoenix Suns in occasione dei Playoff 2005. Torna in gara-3, sua ultima presenza nei playoff 2005, vista la sua esclusione in gara-4, ultima gara della serie.

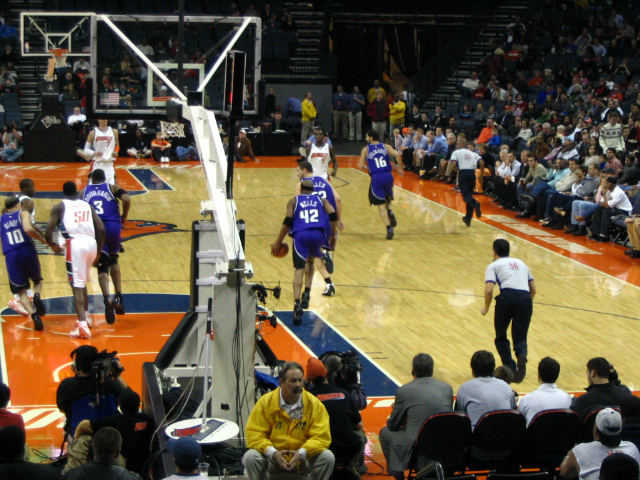
Bonzi Wells guida un'azione d'attacco dei Kings

#### Sacramento Kings
Prima dell'inizio della stagione 2005-06, viene acquistato dai Sacramento Kings, nell'ambito di una trade che porta il playmaker Bobby Jackson e il centro Greg Ostertag ai Grizzlies, mentre Wells si posiziona al 7º posto nella lista dei 10 atleti più odiati stilata da GQ. È anche costretto ad abbandonare la canottiera nº 6 per la nº 42, poiché la 6 era stata ritirata in onore del pubblico dell'Arco Arena, considerato il "sesto uomo" della squadra. In stagione, Wells risulta una vera arma vincente per i Kings quanto a rimbalzi, raggiungendo i massimi in carriera in tal fondamentale, con ottimi apporti anche in assist e rubate.

#### Houston Rockets

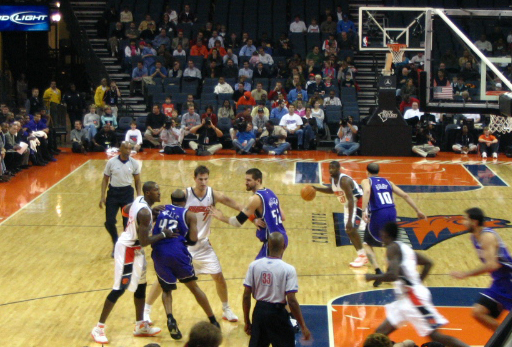
Bonzi Wells intento a difendere su Gerald Wallace nel corso di un Sacramento Kings-Charlotte Bobcats

Il giorno prima dell'inizio del training camp 2006, Bonzi Wells passa agli Houston Rockets firmando un contratto biennale da "solo" 2 milioni di dollari per la stagione iniziale. Questo è stato considerato un grande affare per i Rockets, visto che Wells aveva rifiutato un quinquennale da 38,5 milioni di dollari offertogli dai Kings.
Wells salta l'inizio del training camp per recuperare da un infortunio all'inguine, e poi salta alcuni giorni a causa di un'operazione ai denti. In più, è assente in varie occasioni per "motivi personali"; anche per questo, Wells gioca 30 minuti in totale, segnando solo 6 punti, nella seconda e nella terza partita della stagione dei Rockets. Wells non è contento di ciò, mentre Jeff Van Gundy non è contento di Bonzi, del suo peso e della sua mancanza di condizione. Van Gundy lo inserisce nella lista inattivi, per poi impedirgli di entrare al Toyota Center.
A dicembre però, dopo un mese senza allenarsi, Wells viene reintegrato nel gruppo e si riconcilia con coach Van Gundy: viene impiegato nella gara del 12 dicembre contro i Los Angeles Lakers e nel corso delle settimane i suoi minuti crescono sensibilmente. Sfortunatamente, verso la fine di dicembre, si infortuna alla schiena, dovendo così saltare i successivi 10 incontri dei Rockets; ritorna in campo il 17 gennaio 2007, contro i Trail Blazers. Con i 14 punti messi a tabellone, i suoi minuti fuori dalla panchina continuano ad aumentare.
Il 9 aprile, salta la gara con i Seattle SuperSonics, lasciando detto al preparatore atletico Keith Jones che stava "mettendo scompiglio nella chimica della squadra". In seguito al licenziamento di Van Gundy e all'arrivo di Rick Adelman, Bonzi Wells esprime la sua disponibilità a tornare a lavorare con il nuove tecnico. Il 23 giugno 2007, viene annunciato che Bonzi Wells rispetterà il suo contratto, decidendo di restare nel Texas.

#### New Orleans Hornets
Il 21 febbraio 2008, passa ai New Orleans Hornets insieme al compagno di squadra Mike James, in cambio di Bobby Jackson, che fa il percorso opposto. Il 23 febbraio fa il suo debutto con la nuova maglia, entrando in campo dalla panchina, con 2 punti, 3 rimbalzi, un assist e 2 rubate, nella sconfitta 98-89 contro gli Spurs.

#### Shanxi Zhongyu
Nel dicembre del 2008 firma un contratto in Cina con il club Shanxi Zhongyu. Il 3 febbraio 2009 viene tagliato perché non tornato dalle vacanze concesse dal club. Ha chiuso la sua esperienza asiatica a 34 punti di media a gara.

#### Capitanes de Arecibo
Il 25 novembre 2009 Wells firma con i Capitanes de Arecibo, squadra portoricana.

#### BIG 3
Nell'estate 2017 partecipa alla lega di Streetball "BIG 3" fondata dal rapper Ice Cube con la squadra allenata da Julius Erving "Tri-State".

## Statistiche
| * | Primo nella lega |

### College
| Anno      | Squadra            | PG  | PT | MP   | TC%  | 3P%  | TL%  | RP  | AP  | PRP | SP  | PP   |
| --------- | ------------------ | --- | -- | ---- | ---- | ---- | ---- | --- | --- | --- | --- | ---- |
| 1994-1995 | Ball St. Cardinals | 30  | 30 | 29,6 | 46,6 | 33,3 | 61,7 | 6,1 | 2,8 | 2,8 | 0,6 | 15,8 |
| 1995-1996 | Ball St. Cardinals | 28  | 28 | 32,5 | 49,4 | 33,7 | 70,8 | 8,8 | 2,9 | 3,1 | 1,2 | 25,4 |
| 1996-1997 | Ball St. Cardinals | 29  | 28 | 31,0 | 46,5 | 24,0 | 69,1 | 7,9 | 4,4 | 2,5 | 0,7 | 22,0 |
| 1997-1998 | Ball St. Cardinals | 29  | -  | 29,1 | 49,0 | 37,3 | 68,9 | 6,3 | 3,3 | 3,6 | 0,7 | 22,8 |
| Carriera  | Carriera           | 116 | 86 | 30,5 | 48,0 | 32,5 | 68,1 | 7,3 | 3,3 | 3,0 | 0,8 | 21,4 |

### NBA

#### Regular Season
| Anno      | Squadra             | PG  | PT  | MP   | TC%  | 3P%  | TL%  | RP  | AP  | PRP | SP  | PP   |
| --------- | ------------------- | --- | --- | ---- | ---- | ---- | ---- | --- | --- | --- | --- | ---- |
| 1998-1999 | Portland T. Blazers | 7   | 0   | 5,0  | 55,0 | 33,3 | 44,4 | 1,3 | 0,4 | 0,1 | 0,1 | 4,4  |
| 1999-2000 | Portland T. Blazers | 66  | 0   | 17,6 | 49,2 | 37,7 | 68,2 | 2,8 | 1,5 | 1,0 | 0,2 | 8,8  |
| 2000-2001 | Portland T. Blazers | 75  | 46  | 26,6 | 53,3 | 34,0 | 66,3 | 4,9 | 2,8 | 1,3 | 0,3 | 12,7 |
| 2001-2002 | Portland T. Blazers | 74  | 69  | 31,7 | 46,9 | 38,4 | 74,1 | 6,0 | 2,8 | 1,5 | 0,3 | 17,0 |
| 2002-2003 | Portland T. Blazers | 75  | 65  | 31,9 | 44,1 | 29,2 | 72,2 | 5,3 | 3,3 | 1,6 | 0,2 | 15,2 |
| 2003-2004 | Portland T. Blazers | 13  | 10  | 31,1 | 38,9 | 12,5 | 77,8 | 4,7 | 2,7 | 1,5 | 0,2 | 12,2 |
| 2003-2004 | Memphis Grizzlies   | 59  | 17  | 24,9 | 43,7 | 34,4 | 75,0 | 3,4 | 1,8 | 1,2 | 0,3 | 12,3 |
| 2004-2005 | Memphis Grizzlies   | 69  | 19  | 21,6 | 44,1 | 34,6 | 75,0 | 3,3 | 1,2 | 1,2 | 0,4 | 10,4 |
| 2005-2006 | Sacramento Kings    | 52  | 41  | 32,4 | 46,3 | 22,2 | 67,9 | 7,7 | 2,8 | 1,8 | 0,5 | 13,6 |
| 2006-2007 | Houston Rockets     | 28  | 1   | 21,1 | 41,1 | 14,3 | 56,1 | 4,3 | 1,1 | 0,9 | 0,5 | 7,8  |
| 2007-2008 | Houston Rockets     | 51  | 7   | 22,0 | 42,5 | 21,1 | 63,8 | 5,1 | 1,6 | 1,0 | 0,5 | 9,2  |
| 2007-2008 | N.O. Hornets        | 22  | 0   | 19,9 | 49,0 | 33,3 | 66,0 | 3,2 | 0,8 | 1,1 | 0,4 | 8,8  |
| Carriera  | Carriera            | 591 | 275 | 25,6 | 46,0 | 32,7 | 69,7 | 4,6 | 2,1 | 1,3 | 0,3 | 12,1 |

#### Playoffs
| Anno     | Squadra             | PG | PT | MP   | TC%  | 3P%  | TL%  | RP    | AP  | PRP | SP  | PP   |
| -------- | ------------------- | -- | -- | ---- | ---- | ---- | ---- | ----- | --- | --- | --- | ---- |
| 2000     | Portland T. Blazers | 14 | 0  | 13,4 | 44,6 | 20,0 | 70,7 | 2,5   | 0,9 | 0,5 | 0,0 | 7,5  |
| 2002     | Portland T. Blazers | 3  | 3  | 35,3 | 36,8 | 0,0  | 69,2 | 4,0   | 4,3 | 2,0 | 0,3 | 12,3 |
| 2003     | Portland T. Blazers | 7  | 7  | 38,3 | 39,5 | 30,0 | 66,7 | 6,9   | 3,7 | 2,1 | 0,4 | 19,0 |
| 2004     | Memphis Grizzlies   | 4  | 0  | 23,5 | 51,4 | 0,0  | 64,3 | 3,0   | 1,0 | 1,0 | 0,3 | 11,8 |
| 2005     | Memphis Grizzlies   | 2  | 0  | 12,5 | 44,4 | -    | 100  | 2,0   | 1,5 | 1,0 | 0,5 | 7,0  |
| 2006     | Sacramento Kings    | 6  | 6  | 41,5 | 60,9 | 62,5 | 65,1 | 12,0* | 1,3 | 0,8 | 0,3 | 23,2 |
| 2008     | N.O. Hornets        | 12 | 0  | 14,2 | 38,6 | 0,0  | 0,0  | 2,6   | 0,7 | 0,3 | 0,3 | 3,7  |
| Carriera | Carriera            | 48 | 16 | 22,9 | 45,5 | 27,6 | 66,0 | 4,5   | 1,6 | 0,9 | 0,2 | 10,8 |

## Palmarès
- NCAA AP All-America Third Team (1998)

## Curiosità
- Figlio di Gawen Wells e Christine Scaife Coleman[15], è stato soprannominato Bonzi per via delle voglie di bon-bon che sua madre ha avuto in gravidanza: il suo soprannome è stato infatti bon-bon fino all'età di due anni, per poi evolversi in ciò che è ora, Bonzi.[16]
- È padre di tre figli, Duane, Gawen e Christian.[15]